# Hans Gerlach (Architekt, 1885)

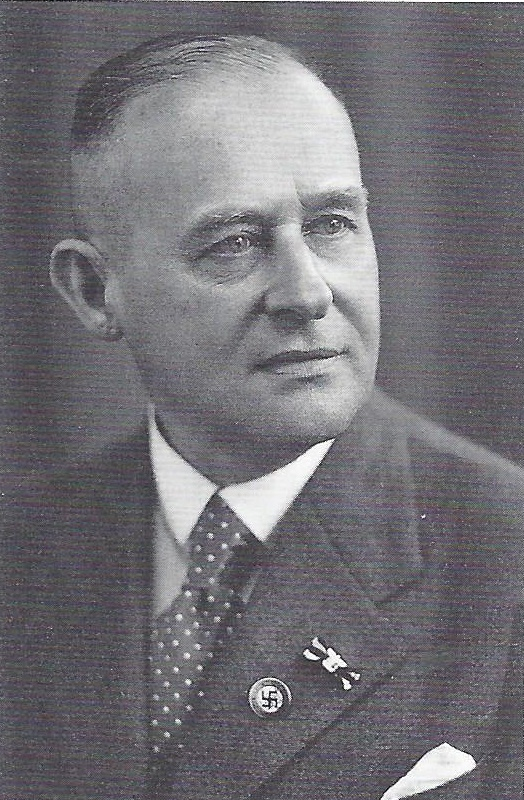
Hans Gerlach

Hans Gerlach (* 24. Februar 1885 in Friedrichsthal, Kreis Wehlau; † 16. Mai 1980 in Rielasingen, Landkreis Konstanz) war ein deutscher Architekt und preußischer Baubeamter in Königsberg i. Pr.

## Leben
Gerlach studierte an der Technischen Hochschule München und der Technischen Hochschule Charlottenburg Architektur. Nach Studium und Referendariat wurde er 1913 zum Regierungsbaumeister (Assessor in der öffentlichen Bauverwaltung) ernannt. Nach seinem Einsatz im Ersten Weltkrieg wurde er im Januar 1919 an das Staatshochbauamt Königsberg versetzt. Es war im Königsberger Schloss untergebracht. In Gerlachs langer Amtszeit entstanden die neuen Universitätskliniken und das Astronomische Institut bei der Sternwarte Königsberg.
Von Schlossbaumeister Lindemann übernahm er den Auftrag, eine Gemäldegalerie im Krönungsgang des Königsberger Schlosses einzurichten. Mit Eduard Anderson und Friedrich Lahrs trieb er den Umbau voran. Vom Königsberger Kunstverein tatkräftig unterstützt, wurden die 376 Gemälde aus ihren verschiedenen Unterkünften zusammengetragen und für ihre Präsentation geordnet. Hugo Winter, der Schatzmeister des Kunstvereins, beschaffte Arbeitskräfte und Lastwagen für den Umzug. Manfred von Brünneck-Bellschwitz, seit 1918 Vorsitzender des Kunstvereins, konnte den ersten Teil der Galerie am 18. Januar 1921 mit einem Festakt im Ahnensaal einweihen.
Als Schlossbaudirektor hatte Gerlach die volle Rückendeckung des Regierungspräsidenten Max von Bahrfeldt, der seit 1927 die Schlossverwaltung wahrnahm. Gerlach leitete die archäologischen Grabungen im Schlosshof und die überfälligen Restaurierungsarbeiten im Schloss. Im August 1931 begann er, die ehemaligen Archivräume des Deutschen Ordens im nordwestlichen Rundturm des Schlosses zu restaurieren und zu einem Museum umzubauen. Im „Herzoglichen Raum, Gästekammer“ wurden schwarze Vitrinen aufgestellt. Sie enthielten Autogramme von Martin Luther, Philipp Melanchthon, Andreas Osiander, Immanuel Kant, Johann Georg Hamann, Ferdinand Gregorovius, Friedrich Wilhelm Bessel, Simon Dach und schon von Agnes Miegel. Die Ausstellung der Silberbibliothek (von Herzogin Anna Maria) im nordwestlichen Turmgemach machte das Museum berühmt.

„Die Stadt Königsberg ist durch ein nun einfach zugängliches Glanzstück ihrer Vergangenheit neu beschenkt, ein Glanzstück, um das In- und Ausland uns beneiden kann.“

Gerlach wurde 1937 zum Oberbaurat befördert. Zum 1. Mai 1937 trat er der NSDAP bei (Mitgliedsnummer 5.951.252). Am 20. Januar 1945 wurde er als Hauptmann d. R. zum Volkssturm eingezogen und als Zugführer bei Schönbusch-Ponarth eingesetzt. Nach fünf Wochen wurde er als Bauleiter für die Verteidigungsmaßnahmen in der Schlossruine freigestellt.
In seinem Tagebuch schildert Gerlach die letzten Tage der Schlacht um Königsberg und den Untergang des Bernsteinzimmers. Einige Berichte wurden publiziert. In der Nacht von Otto Laschs Kapitulation nahm die Rote Armee Gerlach in Kriegsgefangenschaft. Noch im April 1945 entlassen, kehrte er nach Königsberg zurück. Dort wurde er vom NKWD für neun Monate inhaftiert. Im Juni 1947 wurde er in das Hauptgefangenenlager in Preußisch Eylau verlegt. Von dort wurde er am 15. Mai 1948 nach Westdeutschland ausgewiesen.
Über Kurt Walter Merz kam er nach Freiburg im Breisgau. Dort war er bis 1965 als Gutachter für Versicherungen tätig. Er zog erst nach Emmendingen und dann nach Rielasingen, wo seine Tochter Barbara (* 1928) und der Schwiegersohn noch heute leben. Die andere Tochter Eva war Fotografin. Der Sohn Klaus ging zur Luftfahrtindustrie in Houston. Beide sind tot.
Hans Gerlach ist nicht zu verwechseln mit dem Gartenarchitekten Hans Gerlach, der ab 1931/32 ebenfalls in Königsberg tätig war und in der NS-Zeit als Landschaftsanwalt fungierte.